# Karsten Ayong
Bastian Karsten Ayong (* 20. ledna 1998) je český fotbalový útočník kamerunského původu. Od prosince 2021 hraje za MH Khon Surat City FC ve 3. thajské lize. Působil také v nejvyšších soutěžích v Polsku a na Slovensku.

## Klubová kariéra
Ayong působil v mládí v klubu SK Slavia Praha, odkud odešel v roce 2012 do Dynama České Budějovice. Zde jej vedl trenér Radim Pouzar. V roce 2014 opět změnil klub, šel do 1. FK Příbram. S juniorským týmem Příbrami si zahrál UEFA Youth League.
V 1. české lize debutoval 4. prosince 2016 pod trenérem Petrem Radou proti FK Mladá Boleslav (remíza 2:2). V sezóně 2016/17 zažil s Příbramí sestup do 2. ligy. Po návratu Příbrami do první ligy si vyzkoušel první zahraniční angažmá. V srpnu 2018 totiž odešel na půlroční hostování do polského Piastu Gliwice. Tam nijak výraznou stopu nezanechal, stihl jen jedno utkání v polské nejvyšší soutěži. Do Příbrami se ovšem nevrátil, v zimní přestávce po něm sáhl FC DAC Dunajská Streda. I ve slovenské Fortuna lize odehrál pouze jeden zápas a před sezónou 2019/20 znovu měnil působiště. Vrátil se zpět na české trávníky, smlouvu na tři roky mu totiž nabídla Dukla Praha.